# Acropora halmaherae
Acropora halmaherae är en korallart som beskrevs av Wallace och Wolstenholme 1998. Acropora halmaherae ingår i släktet Acropora och familjen Acroporidae. IUCN kategoriserar arten globalt som otillräckligt studerad. Inga underarter finns listade i Catalogue of Life.